# Subjekt-Objekt-Spaltung
Der Ausdruck Subjekt-Objekt-Spaltung wurde von Karl Jaspers geprägt und bezieht sich auf eine erkenntnistheoretische Grundstruktur, die laut Jaspers damit gegeben ist, dass sich das menschliche Bewusstsein auf Gegenstände beziehe. Zwischen Erkenntnisgegenstand (Objekt) und Erkennendem (Subjekt) besteht nach Jaspers – jedenfalls was den Verstand betrifft – eine unaufhebbare Differenz. Dies gelte auch für den Fall, dass das Ich sich selbst reflektiert, also für gegenständliches Selbstbewusstsein.

## Subjekt-Objekt-Spaltung nach Karl Jaspers
Jaspers beschreibt den von ihm gemeinten Sachverhalt wie folgt:

„Allen […] Anschauungen ist eines gemeinsam: sie erfassen das Sein als etwas, das mir als Gegenstand gegenübersteht, auf das ich als auf ein mir gegenüberstehendes Objekt, es meinend, gerichtet bin. Dieses Urphänomen unseres bewußten Daseins ist uns so selbstverständlich, daß wir sein Rätsel kaum spüren, weil wir es gar nicht befragen. Das, was wir denken, von dem wir sprechen, ist stets ein anderes als wir, ist das, worauf wir, die Subjekte, als auf ein gegenüberstehendes, die Objekte, gerichtet sind. Wenn wir uns selbst zum Gegenstand unseres Denkens machen, werden wir selbst gleichsam zum anderen und sind immer zugleich als ein denkendes Ich wieder da, das dieses Denken seiner selbst vollzieht, aber doch selbst nicht angemessen als Objekt gedacht werden kann, weil es immer wieder die Voraussetzung jedes Objektgewordenseins ist. Wir nennen diesen Grundbefund unseres denkenden Daseins die Subjekt-Objekt-Spaltung. Ständig sind wir in ihr, wenn wir wachen und bewußt sind.“

Diese Spaltung gilt Jaspers als zumindest für den Verstand unhintergehbar.

## Überwindungsversuche
Philosophische Ansätze, eine derartige Subjekt-Objekt-Spaltung zu unterlaufen oder zu überwinden, können sich u. a. erkenntnistheoretischer, ontologischer und religionsphilosophischer Voraussetzungen bedienen. Beispielsweise würde eine unmittelbare intellektuelle Anschauung, eine „überrationale Intuition“, wie man sie u. a. etwa Plotins Auffassung zuschreiben kann, die rationale Differenzstruktur hinter sich lassen (z. B. die Frage nach unterschiedlichen Quellen der Erkenntnis). 
Jaspers selbst unternimmt einen Versuch der Überwindung, wenn er schreibt: 

„Es gibt - mit Schopenhauers Ausdruck - kein Objekt ohne Subjekt und kein Subjekt ohne Objekt.“

Jaspers benennt diese Überwindung von Gegensätzen als das „Umgreifende“. Trotz dieser Bezeichnung bleibe das Umgreifende ein Mysterium, da es nicht als Gegenstand aufgefasst werden könne. Auch Jean-Paul Sartre betrachtet die Gegensätze von Subjekt und Objekt als aufgehoben durch das In-der-Welt-Sein des Menschen. Es gebe daher keine reine und absolute Objektivität und keine reine und absolute Subjektivität. Nicolaus von Kues bezeichnete die Überwindung von Gegensätzen als coincidentia oppositorum.
Einen modern-klassischen ontologischen Überwindungsversuch kann man z. B. N. Hartmanns Annahme entnehmen, „daß sich weder das Subjekt im Erkennen erschöpft noch das Objekt im Erkanntwerden, sondern daß sie Glieder eines Seinszusammenhangs … sind, der über das in der Erfahrung bzw. im Selbstbewußtsein Gegebene hinausgeht“. Eine ähnliche Intention hat man Vertretern der Lebensphilosophie zugeschrieben. Auch könnte man an die Prozessphilosophie von Whitehead denken, sowie z. B. an die spekulativen Systeme von Schelling und Hegel.
Karl Jaspers hat formuliert, dass die Subjekt-Objekt-Spaltung zwar bestehen bleibe, aber transzendiert werden könne, was immerhin in „Chiffren“ sprachlich noch anzeigbar sei, und dass insbesondere „das Mystische“ die „Sphären der Subjekt-Objekt-Spaltung“ umschließe; „Wo kein Objekt mehr gegenübersteht, also jeder Inhalt fehlt, darum auch unsagbar ist und doch erlebt wird, sprechen wir im allerweitesten Sinne vom Mystischen“.
Zur Mitte des 20. Jahrhunderts haben religionsphilosophische Ansätze das Aufheben einer rationalen Subjekt-Objekt-Spaltung aufgegriffen. Sie beziehen zumindest das Versprechen ihrer Aufhebung in der religiösen Erfahrung oder deren Extremalformen ein. Ernst Bloch nimmt den gegen die Subjekt-Objekt-Spaltung gerichteten Mystikbegriff Jaspers auf. Weiteres Beispiel: Liselotte Richter formulierte in einem Lexikonartikel zum Thema „Andacht“ mit Bezug auf Hegel: „Das Bewußtsein der Subjekt-Objekt-Spaltung wird im Vollzuge der A[ndacht] aufgehoben“ und stellt Subjekt-Objekt-Spaltung und „Welteinheit“ in einem Artikel zum Thema „Erlösung, religionsphilosophisch“ gegenüber. Heinz-Horst Schrey führte in einem Artikel zum Thema „Theologie“ aus: „Bei der Sache der Th[eologie] geht es weder um eine objektive Statik der Andersartigkeit Gottes noch um die Annahme eines ebenso statischen subjektiven Sprachvermögens des Menschen, sondern um ein jenseits der Subjekt-Objekt-Spaltung sich vollziehendes, personal-geschichtliches Geschehen der Begegnung.“
Martin Heidegger hat in einem Kommentar zu Jaspers herausgestellt: „Der Grundsinn der Beziehung zwischen Subjekt und Objekt … ist Spaltung. Das hat nur Sinn, wenn als Grundwirklichkeit das Ungespaltene angesetzt ist.“ Überhaupt hat man Heideggers Absicht so beschrieben, dass seine Metaphysikkritik sich gegen eine Metaphysik richte, welche eine „ontologische Fixierung der Subjekt-Objekt-Spaltung eines fiktiv weltlosen Subjekts“ zugrunde lege.

## Philosophiehistorische Einordnung
Man hat etlichen anderen Philosophen zugeschrieben, genau oder ungefähr den von Jaspers beschriebenen Sachverhalt herausgearbeitet zu haben und die unterschiedlichsten objektiven Momente oder theoretischen Vorannahmen als für sein Bestehen verantwortlich gehalten. Typischerweise schreibt man „rationalistischen“ Tendenzen zu, die gemeinte Differenzstruktur jeder philosophischen Thematik zugrunde zu legen, und sieht sie in transzendentalphilosophischen Ansätzen grundsätzlicher begründet.
Teilweise hat man – im Sinne z. B. Heideggers – weite Teile oder das Gesamt „der Metaphysik“ als der Subjekt-Objekt-Spaltung verpflichtet verstanden. Auch die Struktur des primitiven Aussagensatzes der Art einem etwas a kommt eine Eigenschaft F zu wurde als Grund oder Ursache dieser Spaltung ausgemacht. Dies wurde hin und wieder zurückgeführt auf linguistische Strukturen, wie sie insb. mit indogermanischen Sprachen gegeben sind. Derartige Wortmeldungen finden sich insbesondere bei durch Heidegger beeinflussten Theoretikern, insbesondere in der französischen Philosophie der Spätmoderne.
Die Subjekt-Objekt-Spaltung kommt in der Philosophie Immanuel Kants u. a. im Begriff der Dinge an sich zum Ausdruck. Gemeint ist, dass Gegenstände je nur so für uns phänomenal erscheinen, wie dies durch unsere subjektive Erkenntnisstruktur vermittelt ist – nicht aber ist diese irgendwie „herausrechenbar“, so dass wir erkenntnismäßigen Zugriff auf das Wesen von Dingen hätten, wie es an sich ist.
Die durch Schelling und die zeitgenössische Auseinandersetzung mit anderen Denkern entwickelte Identitätsphilosophie sowie der spekulative Ansatz Hegels können als Versuche verstanden werden, die durch Kant fundierte Subjekt-Objekt-Spaltung zu überwinden.
In der Entwicklungspsychologie wurde die Subjekt-Objekt-Spaltung als Voraussetzung der Bewusstseinsentwicklung beschrieben: Die Subjekt-Objekt-Spaltung gehe aus einem unbewussten Vorstadium hervor, der sogenannten Participation mystique, dem psychologischen Einssein (Verbundenheit) von Subjekt und Objekt (Mutter und Kind). (Diese Participation mystique ist dem freudschen Begriff des Primären Narzissmus zu vergleichen.) Auch in der Psychosomatik spielt die Subjekt-Objekt-Spaltung eine Rolle.
In anderer Form findet sich die Differenzierung von Subjekt und Objekt in der Theorie sozialer Systeme von Niklas Luhmann, beispielsweise in der Anwendung der Grundoperation der Unterscheidung von System und Umwelt auf psychische Systeme. Luhmann versteht systemische Differenzierungen aber nicht als Gegenstand ontologischer Beschreibungen.